# Базилика Святых Петра и Павла (Вышеград)
Базилика Святых Петра и Павла (Капитульный храм Св. Петра и Павла) (чеш. Bazilika svatého Petra a Pavla; Kapitulní chrám sv. Petra a Pavla) — католический капитульный костёл в Вышеграде (Прага) в неоготическом стиле. Костёл является приходским и капитульным храмом Королевского коллегиального капитула Святых Петра и Павла на Вышеграде. С 25 марта 2003 года обладает титулом малой базилики.

## История

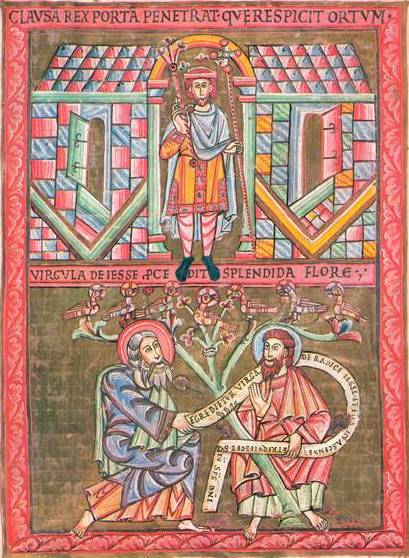
Король Вратислав II и Древо Иессеево. Вышеградский кодекс, 1085 год

Возникновение храма в Вышеграде во многом связано с борьбой за власть между князем Вратиславом II и его братом Яромиром, епископом Пражским, во второй половине XI века. Как писал хронист, «Король не желал считать брата равным себе, а епископ не хотел быть ниже брата... Иногда непримиримость между ними доходила до такой степени, что король иногда в праздничные дни не имел при себе епископа, который должен был возлагать корону на его голову». Вратислав, желая создать новый центр власти, избрал своей резиденцией Вышеград, где решил учредить и церковную организацию, независимую от Пражской епархии. В результате в 1070 году был учреждён независимый от пражского епископа Вышеградский капитул, подчинявшийся непосредственно римскому папе (капитул оставался независимым до 1763 года), и заложен костёл Святых Петра и Павла по образцу римского храма Петра и Павла. Строительство храма, видимо, продолжалось до 1080 года. Если верить хроникам, князь Вратислав лично участвовал в строительстве храма, доставив 12 корзин камней для фундамента.
Костёл был возведён в виде базилики в романском стиле и предназначался в том числе для погребения в нём короля Вратислава II и членов королевской семьи. Считается, что в 1092 году король Вратислав был похоронен в этом храме, однако археологические исследования не привели к обнаружению здесь его останков.
В 1129 году храм был существенно расширен. В 1249 году в храме случился пожар, после которого костёл в основном утратил свой романский облик и был восстановлен в виде раннеготической трёхнефной базилики. В 1295 году к базилике был пристроен нартекс, вероятно, с западной стороны, остатки которого были полностью снесены в 1888 году.
При императоре Карле IV в 1369 году в результате масштабной реконструкции костёл получил облик готического трёхнефного храма с капеллами в боковых нефах. Во время гуситских войн в 1420 году Вышеград был захвачен гуситами и храм Святых Петра и Павла при этом был существенно повреждён. В 1495 году после окончательного восстановления храм был заново освящён.
В 1575 году итальянский архитектор Ульрико Аосталли де Сала и мастер Бенедикт работали над сводом по всей видимости главного нефа, а в 1576 году храм был перестроен в ренессансном стиле. В 1678 году в барочном стиле была построена колокольня, а в 1708—1711 и 1723—1730 годах была проведена реконструкция храма (прежде всего, свода и фасада) в стиле барокко. Автором барочного проекта был чешский архитектор итальянского происхождения Ян Сантини, а руководство работами осуществлял Франтишек Максимилиан Канька. В 1740—1741 годах находящаяся в южной части пресвитерия капелла Святой Анны была перестроена, а после 1764 года в неё была перенесена чудотворная статуя Девы Марии Шанцовской, которой с тех пор посвящена эта капелла (так называемая «Шанцовская капелла»).
Последней перестройкой храма стала начатая в 1885 году реконструкция в неоготическом стиле. Её автором был известный архитектор Йосеф Моцкер. В ходе реконструкции был расширен пресвитерий, созданы ризница и хранилище, барочный главный неф стал неоготическим и вновь получил свой свод. Роспись пресвитерия и Шанцовской капеллы осуществил венский художник Карл Йобст (1835—1907). На тимпане над главным входом храма Штепаном Залешаком в 1901 году был вырезан рельеф на тему «Страшного суда». Строительство закончилось в 1902—1903 годах, когда были возведены две неоготические передние башни, названные «Адам» и «Ева», проект которых был выполнен архитектором Франтишком Микшей, а также была отстранена барочная колокольня, возведённая в 1678 году. После завершения реконструкции храм обрёл его нынешний внешний облик.
Во время реконструкции после 1887 года была вновь перестроена Шанцовская капелла. Капеллу подняли на один этаж, в ней вновь были проделаны окна в неоготическом стиле, потолок был преобразован в готический крестовый свод. Стены капеллы были расписаны Карлом Йобстом сценами из жизни Девы Марии. Свод люнет капеллы были расписаны Франтишеком Урбаном и его супругой Марией Урбановой. Неоготические алтарь и скамьи были сделаны по проекту Моцкера в 1894—1895 годах
В 1988—1994 годах интерьер храма был существенно переделан, что потребовало немалых затрат. 25 марта 2003 года папа Римский Иоанн Павел II наделил капитульный храм Святых Петра и Павла титулом малой базилики.
|                                                  |  |                                              |  |                                                                                |  |                                                    |
| Скульптурный элемент над боковой дверью базилики |  | Вид на Вышеград и базилику со стороны Влтавы |  | Тимпан над главным входом в базилику. «Страшный суд», Штепан Залешак. 1901 год |  | Фасад базилики, неоготические башни «Адам» и «Ева» |

## Описание
Храм представляет собой трёхнефную псевдобазилику в неоготическом стиле с капеллами и ризницами в боковых нефах, глубоким закрытым пресвитерием и двумя симметричными башнями по бокам главного фасада. Неоготический фасад базилики богато украшен, помимо прочего, порталами и башенками. На фасаде базилики находится памятная доска, повествующая крещении 14 чешских князей в 845 году в Регенсбурге.
Интерьер базилики изобилует украшениями в форме стенных орнаментов и фигурных росписей в стиле модерн, выполненных профессором Франтишеком Урбаном и его супругой Марией Урбановой в 1902—1903 годах. Пресвитерий расписан фресками венского художника Карла Йобста, воспроизводящими сцены из жизни Святых апостолов Петра и Павла. Стена левого бокового нефа содержит фреску в стиле барокко, на которой изображён предполагаемый облик Вышеграда в 1420 году.
Стеклянные витражи храма были изготовлены по проекту Франтишека Секвенса. Главный алтарь базилики был вырезан в 1884—1889 годах резчиком Йозефом Грубешом по проекту Йосефа Моцкера. На алтаре изображены святые апостолы Петр и Павел и святые Кирилл и Мефодий.
В первой капелле справа находится каменный саркофаг в романском стиле XII века. Легенда гласит, что в нём находятся останки святого Лонгина, но на самом деле в нём был погребён один из представителей династии Пршемысловичей. В результате археологических исследований в этой капелле был найден образ Девы Марии с младенцем Иисусом, датируемый периодом правления Карла IV (1346—1378).
Во второй капелле слева находится алтарь чешских покровителей, украшенный в начале XX века резчиком Яном Кастнером в стиле модерн. В третьей капелле справа на алтаре между образами Святого Вацлава и Святой Людмилы находится знаменитое панно Девы Марии Дождевой — памятник готической живописи середины XIV века. Панно хранилось в коллекциях императоров Карла IV и Рудольфа II. Этот образ вероятно был привезён Карлом IV из Италии, где проходила его коронация, а в 1606 году панно было подарено храму Святых Петра и Павла в Вышеграде. Согласно преданию, образ Девы Марии Дождевой был написан самим евангелистом Лукой. Во времена засухи к образу Девы Марии приходили процессии с мольбами о дожде.
В Шанцовской капелле находится чудотворная полихромная статуя Девы Марии с младенцем, вырезанная из дерева в 1725 году в стиле барокко резчиком Шимоном Талером. Статуя располагается на алтаре под балдахином между меньшими по размеру статуями Святой Цецилии и Святой Екатерины, созданными в XIX веке. В восточной стене капеллы находится ниша, в которой помещается стеклянный ларец с костями предполагаемых останков членов династии Пршемысловичей, могилы которых были разорены, а кости разбросаны по всему кладбищу в 1420 году.
|                         |  |                                                                       |  |                         |  |                               |
| Главный алтарь базилики |  | Фреска в стиле барокко с предполагаемым обликом Вышеграда в 1420 году |  | Один из сводов базилики |  | Одна из фресок в стиле модерн |

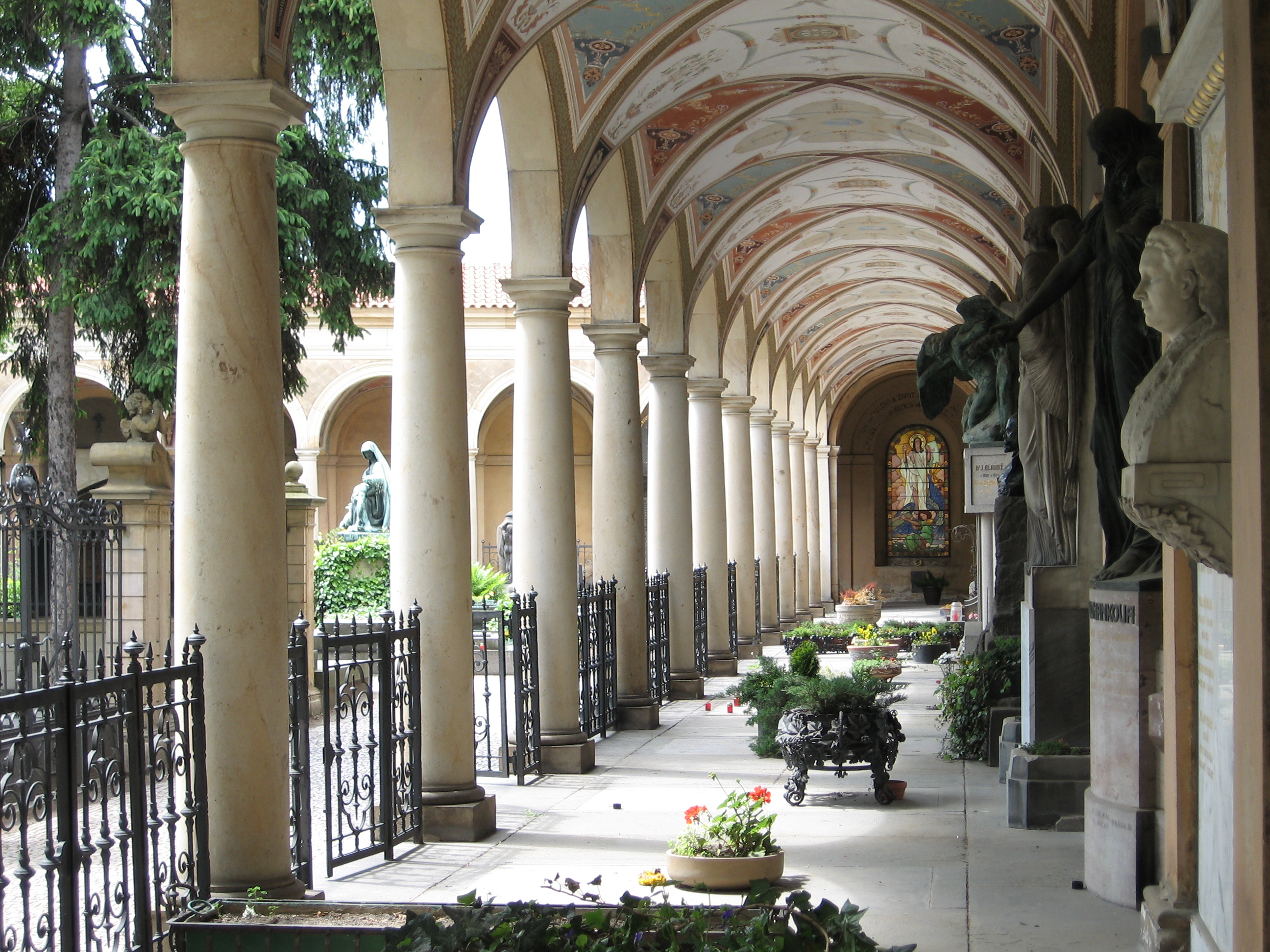
Вышеградское кладбище в ареале базилики

## Вышеградское кладбище
Кладбище в ареале храма Святых Петра и Павла существовало уже в 1260 году. В XVII веке здесь было кладбище прихода Вышеградского капитула. В 1869 году кладбищу был дан статус национального. Авторами первых мраморных надгробных памятников на южной и восточной стороне были скульпторы А. Барвитиус и Антонин Виегл, ученик Йозефа Зитека. По проекту Виегла были возведены неоренессансные аркады по границам кладбища. Центральная аллея Вышеградского кладбища ведёт к пантеону Славин (построен за храмом в 1889—1893 годах по проекту А. Виегла), в котором покоятся известные деятели чешской национальной культуры и науки (Альфонс Муха, Отакар Маржак, Йосеф Вацлав Мысльбек, Богумил Кафка и многие другие).